# Computación centralizada

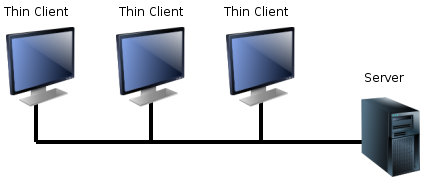
Esquema simplificado de la estructura computacional centralizada - (clientes conectados a un servidor)

La computación centralizada es aquel proceso de cómputo realizado en una localización central, usando terminales conectados a una computadora central. La computadora en sí misma puede controlar todos los periféricos directamente (si están físicamente conectados con la computadora central), o pueden ser conectados vía un servidor de terminal. Alternativamente, si los terminales tienen la capacidad, pueden ser conectados con la computadora central sobre la red. Los terminales pueden ser terminales de texto o clientes ligeros, por ejemplo.
Ofrece mayor seguridad sobre los sistemas descentralizados porque todo el procesamiento es controlado en una localización central. Además, si un terminal se daña, el usuario simplemente puede ir a otro terminal y logearse de nuevo, y todos sus archivos seguirán siendo accesibles. Dependiendo del sistema, puede incluso reanudar su sesión desde el punto en que estaba antes como si no hubiera sucedido nada.
Este tipo de arreglo tiene algunas desventajas. La computadora central realiza las funciones de computación y controla los terminales remotos. Este tipo de sistema confía totalmente en la computadora central. Si la computadora central se estrella, el sistema entero se "irá abajo" (es decir será inasequible).
Se pueden diferenciar los siguientes tipos:
- Centralizada. Cuenta con un único servidor central que sirve como punto de enlace con todos los nodos que están conectados a la red, permitiendo la distribución y el reenvió de la información a todos los clientes que lo soliciten.
- Híbrida. Estas redes cuentan con un servidor central que realiza funciones administrativas con el fin de facilitar los servicios entre pares. El nodo realiza una consulta previa al servidor para luego hacer el establecimiento de la conexión con su par.
- Descentralizada. Es una red peer to peer donde los participantes son iguales, por lo tanto cada nodo puede hacer el papel de cliente/servidor y enrutador y tiene estas funcionalidades porque la información está totalmente distribuida.

## Historia
Los primeros computadores no tenían terminales separados como tales, sus primitivos dispositivos de entrada-salida fueron incorporados en ellos. Sin embargo, por razones de costo, pronto se encontró que era extremadamente útil que múltiples personas pudieran usar un mismo computador simultáneamente tiempo compartido. Los primeros computadores eran muy costosos, tanto para la producción como para el mantenimiento, y ocupaban grandes cantidades de espacio. La idea de la computación centralizada nació. Los primeros terminales de texto usaron teletipos electromecánicos, pero estos fueron substituidos por pantallas de tubos de rayos catódicos (como los que se encontraban en los televisores y computadores del siglo XX). El modelo de terminal de texto dominó la computación desde los años 1960 hasta el auge y la dominación de los computadores caseros y los computadores personales en los años 1980.

## Estado actual
Desde 2007, la computación centralizada está regresando a estar de moda - hasta cierto punto. Por muchos años, los clientes livianos han sido usados en los negocios para reducir el costo total de propiedad (TCO), mientras que las aplicaciones web están llegando a ser más populares porque potencialmente pueden ser utilizadas en muchos tipos de dispositivos computacionales sin ninguna necesidad de instalación de software. Sin embargo, hay muestras de que el péndulo está pivotando hacia atrás otra vez, lejos de la centralización pura, mientras que los dispositivos de cliente ligero se convierten más bien en clientes híbridos (estaciones de trabajo sin disco) debido al creciente poder de computación, y a que las aplicaciones web comienzan a hacer más procesamiento en el lado del cliente, con tecnologías como AJAX y los clientes ricos.
Adicionalmente, los mainframes todavía están siendo usados para algunas aplicaciones de misión crítica, como pago de nómina, o para procesar transacciones día a día de cuentas en los bancos. Estos mainframes serán típicamente accesados tanto con emuladores de terminales (los dispositivos terminales reales ya no son muy usados) o vía modernos frontales (front-ends) tales como aplicaciones web, o en el caso de acceso automatizado, protocolos como los de servicios web.

## Modelo de cliente híbrido
Algunas organizaciones usan un modelo de cliente híbrido, que se encuentra en un punto entre la computación centralizada y la computación de escritorio convencional. En el modelo de cliente híbrido, algunas aplicaciones (como navegadores web) son ejecutadas localmente, mientras que otras aplicaciones (como sistemas empresariales críticos) son ejecutadas en el servidor de terminal. Una forma para implementar esto, es simplemente corriendo software de escritorio remoto en una computadora de escritorio estándar.

## Modelo computacional de anfitrión
Un relativamente nuevo método de computación centralizada, la computación de anfitrión (hosted computing), soluciona muchos de los problemas asociados a los sistemas de computación distribuida tradicional. En lugar de una oficina local, al centralizar en un centro de datos el procesamiento y el almacenamiento en poderosos hardwares de servidor, se alivia a las organizaciones de las muchas responsabilidades en la posesión y mantenimiento de un sistema de tecnología de información. Estos servicios son entregados típicamente sobre una base de suscripción por un Proveedor de servicios de aplicación (ASP).